# Andrew Norwell
Andrew Norwell (Cincinnati, 25 ottobre 1991) è un giocatore di football americano statunitense che milita nel ruolo di offensive guard per i Washington Commanders della National Football League (NFL).

## Carriera

### Carolina Panthers
Dopo avere giocato al college a football ad Ohio State dal 2010 al 2013, Norwell non fu scelto nel corso del Draft NFL 2014 ma firmò un contratto triennale con i Carolina Panthers del valore di 1,53 milioni di dollari. Diventò titolare nella seconda metà della sua stagione da rookie, non concedendo alcun sack sul proprio quarterback per tutto il resto dell'annata. Rimase stabilmente titolare anche l'anno successivo, raggiungendo con i Panthers il Super Bowl 50, dove partì come titolare nella sconfitta contro i Denver Broncos.
Nel 2017 Norwell fu inserito nel First-team All-Pro.

### Jacksonville Jaguars
Il 13 marzo 2018 Norwell firmò con i Jacksonville Jaguars un contratto quinquennale del valore di 66,5 milioni di dollari che lo rese la guardia più pagata della lega.

### Washington Commanders
Il 17 marzo 2022 Norwell firmò un contratto biennale con i Washington Commanders.

## Palmarès

### Franchigia
- National Football Conference Championship: 1

Carolina Panthers: 2015

### Individuale
- First-team All-Pro: 1

2017